# Tom Simons
Tom Mikael Simons, född 15 maj 1940 i Stockholm, är en finländsk landskapsarkitekt. Han är son till Lennart Simons. 
Simons utexaminerades som arkitekt från Tekniska högskolan i Helsingfors 1966 och blev teknologie licentiat där 1974. Han var biträdande professor i landskapsplanering vid nämnda högskola 1984–1994 samt professor och föreståndare för dess arkitektavdelning från 1996. Han var varit gästprofessor vid en rad utländska lärosäten, bland annat Det Kongelige Danske Kunstakademi i Köpenhamn 1989 och 1992.